# ديريك ريان (مغني)
ديريك ريان (بالإنجليزية: Derek Ryan)‏ هو مغني أيرلندي، ولد في 24 أغسطس 1983.  قبل بروزه كمؤدي منفرد، كان عضوا في فريق D-Side.

## وصلات خارجية
- ديريك ريان على موقع ميوزك برينز (الإنجليزية)
- ديريك ريان على موقع ديسكوغز (الإنجليزية)